# Ponova vas
Ponova vas este o localitate din comuna Grosuplje, Slovenia, cu o populație de 441 de locuitori.